# Hashim Khamis
Hashim Khamis (Bagdad, Irak; 17 de julio de 1969) es un exfutbolista de Irak que jugaba en la posición de Guardameta.

## Carrera

### Club
| Periodo   | Club               |
| --------- | ------------------ |
| 1988–1989 | Al-Shabab Bagdad   |
| 1989–2000 | Al-Quwa Al-Jawiya  |
| 2000-2003 | Salam Zgharta FC   |
| 2003-2005 | Akhaa Ahli Aley FC |

### Selección nacional
Jugó para Irak en 16 ocasiones de 1999 a 2001 y participó en la Copa Asiática 2000.

## Logros
- Liga Premier de Irak (3): 1989–90, 1991–92, 1996–97
- Copa de Irak (2): 1991–92, 1996–97
- Supercopa de Irak (1): 1997
- Copa Elite Iraquí (3): 1994, 1996, 1998